# Линклейтер, Эрик

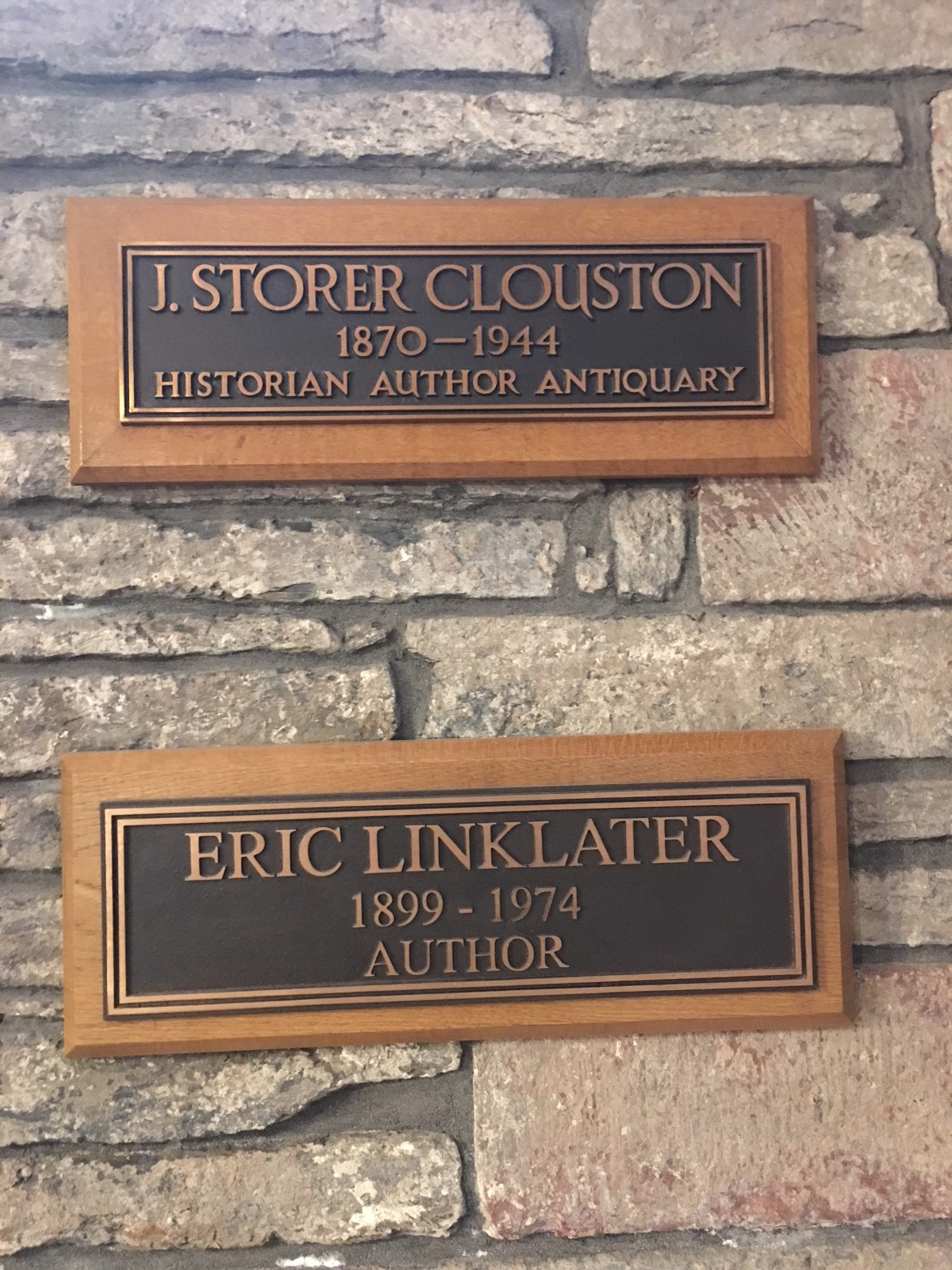
Мемориальная таблица Д.С.Клаустону и Э.Линклейтеру на стене собора Керкуолла

Эрик Линклейтер (англ. Eric Linklater; 8 марта 1899, Пенарт — 7 ноября 1974, Абердин) — шотландский писатель, поэт и очеркист.

## Биография
Эрик Линклейтер родился 8 марта 1899 года в городе Пенарте (округ Вейл-оф-Гламорган в Уэльсе) в семье капитана-мореплавателя Роберта Байки Линклейтера (1865-1916) и его жены Мэри Элизабет Янг (1867-1957). В детстве он провел много лет на Оркнейских островах, где родился и вырос его отец. Его дед по материнской линии был морским капитаном шведского происхождения, так что Эрик имел скандинавское происхождение от обоих родителей; впоследствии на протяжении всей своей жизни он проявлял большой интерес к Скандинавии. 
Закончил гимназию в Абердине, а затем начал изучать медицину и английскую литературу в Абердинском университете. В начале Первой мировой войны, в 1917–1918 годах, был вынужден прервать учебу и уйти добровольцем в Чёрную стражу (3-й батальон Королевского полка Шотландии). В ходе службы получил пулевое ранение, после чего покинул Чёрную стражу и стал снайпером. Его военный опыт описан в его мемуарах «Фанфары для жестяной шляпы» (1970), а также в его романе 1938 года «Неприступные женщины», где описывается воображаемая война против Франции.
После окончания войны Эрик Линклейтер вернулся в Абердинский университет, где бросил изучать медицину, но зато успешно получил литературное образование. После окончания университета в 1925 году уехал в Бомбей, где до 1927 года работал в качестве помощника редактора газеты «The Times of India», затем много путешествовал. В 1928 году он вернулся в Абердин в качестве ассистента профессора английского языка.
Писательская карьера Линклейтера началась в 1929 году с публикации книги «White Maa's Saga» (рус. Сага о Белой Маа). Всего он опубликовал 23 романа, три тома рассказов, два стихотворения, десять пьес, три автобиографических произведения и 23 очерка и рассказа. 
Линклейтер также написал три детских романа: «The Wind on the Moon» (рус. Ветер на Луне; 1944), «The Pirates in the Deep Green Sea» (рус. Пираты в глубоком зеленом море; 1949) и «Karina With Love» (рус. Карина с любовью; 1958). Его навыки повествования и трактовка таких широких тем, как свобода и неволя, принесли ему медаль Карнеги. 
В 1945–1948 годах Линклейтер был ректором Университета Абердина и получил почетную степень этого университета в 1949 году. В 1954 году он стал Командором Ордена Британской империи, служил заместителем главы Росс и Кромарти, исторической области на севере горной части Шотландии в 1968–1973 годах, а в 1971 году был избран членом Королевское общество Эдинбурга.

## Основные работы
Детские произведения:
- The Wind on the Moon (рус. Ветер на Луне; 1944)
- The Pirates in the Deep Green Sea (рус. Пираты в глубоком зеленом море; 1949)
- Karina With Love (рус. Карина с любовью; 1958)

Художественные произведения (проза, стихи, драмы):
- White Maa's Saga (рус. Сага о Белой Маа; 1929)
- Poet's Pub (1929)
- The Devil's in the News (рус. Дьявол в новостях; 1929)
- A Dragon Laughed and Other Poems (рус. Дракон смеялся и другие стихи; 1930)
- Juan in America (рус. Хуан в Америке; 1931)
- The Men of Ness (рус. Люди Несса (1932; 1932)
- The Crusader's Key (рус. Ключ крестоносца; 1933)
- Magnus Merriman (рус. Магнус Мерриман;1934)
- Ripeness is All (рус. Зрелость - это все; 1935)
- Juan in China (рус. Хуан в Китае; 1937)
- The Sailor's Holiday (рус. Праздник моряка; 1937)
- The Impregnable Women (рус. Неприступные женщины; 1938)
- Judas (рус. Иуда; 1939)
- Private Angelo (рус. Рядовой Анджело; 1946)
- Sealskin Trousers and Other Stories (рус. Брюки из тюленьей кожи и другие истории; 1947)
- A Spell for Old Bones (рус. Заклинание для старых костей; 1949)
- Mr. Byculla (рус. Мистер Быкулла; 1950)
- Laxdale Hall (рус. Лэксдейл Холл; 1951)
- The House of Gair (рус. Дом Гэйра; 1953)
- The Faithful Ally (рус. Верный союзник; 1954)
- The Dark of Summer (рус. Темнота лета; 1956)
- A Sociable Plover and Other Stories and Conceits (рус. Общительный зуек и другие рассказы и тщеславия; 1957)
- The Merry Muse (рус. Веселая муза; 1959)
- Husband of Delilah (рус. Муж Далилы; 1962)
- A Man Over Forty (рус. Мужчина за сорок; 1963)
- A Terrible Freedom (рус. Ужасная свобода; 1966)
- The Goose Girl and Other Stories (рус. Гусь и другие истории; 1991)

Нехудожественная литература:
- Under the hammer and sickle (рус. Под серпом и молотом; 1927)
- Ben Jonson and King James: Biography and Portrait (рус. Бен Джонсон и король Джеймс: биография и портрет; 1931)
- Mary, Queen of Scots (рус. Мария, королева Шотландии; 1934)
- Robert the Bruce (рус. Роберт Брюс; 1934)
- The Lion and the Unicorn: What England Has Meant to Scotland (рус. Лев и единорог: что Англия имела в виду для Шотландии; 1935)
- The Man on My Back (рус. Северные гарнизоны; 1941)
- The Northern Garrisons (рус. Человек на моей спине; 1941)
- The Defence of Calais (рус. Оборона Кале; 1941)
- The Highland Division (рус. Подразделение Хайленд; 1942)
- The Campaign in Italy (рус. Кампания в Италии; 1951)
- Figures in a Landscape (рус. Фигуры в пейзаже; 1952)
- A Year of Space (рус. Год космоса; 1953)
- The Ultimate Viking (рус. Абсолютный викинг; 1955)
- Orkney and Shetland: An Historical, Geographical, Social, and Scenic Survey (рус. Оркнейские и Шетландские острова: исторический, географический, социальный и живописный обзор; 1965)
- The Prince in the Heather (рус. Принц в вереске; 1965)
- The Conquest of England (рус. Завоевание Англии; 1966)
- The Survival of Scotland: A New History of Scotland from Roman Times to the Present Day  (рус. Выживание Шотландии: новая история Шотландии от римских времен до наших дней; 1968)
- Fanfare for a Tin Hat: A Third Essay in Autobiography (рус. Фанфары для жестяной шляпы: третье эссе в автобиографии; 1970)
- The Voyage of the Challenger (рус. Путешествие "Челленджера; 1972)